# Sacha Lima
Sacha Silvestre Lima Castedo (ur. 17 sierpnia 1981 w Santa Ana del Yacuma) – boliwijski piłkarz występujący na pozycji pomocnika. Zawodnik klubu The Strongest.

## Kariera klubowa
Lima zawodową karierę rozpoczynał w 2000 roku w zespole Jorge Wilstermann. W tym samym roku zdobył z nim mistrzostwo Boliwii. W 2002 roku dotarł z zespołem do finału Pucharu Boliwii, jednak Jorge Wilstermann przegrał tam 0:2 z Oriente Petrolero. W 2003 roku wywalczył z klubem wicemistrzostwo fazy Clausura. Sezon 2005 spędził na wypożyczeniu w Realu Potosí. Potem wrócił do zespołu Jorge Wilstermann i w 2006 roku zdobył z nim mistrzostwo Boliwii.
W 2008 roku Lima odszedł do The Strongest, gdzie spędził jeden sezon. Następnie przez 2 sezony grał w Club Universitario, a w 2011 roku wrócił do The Strongest.

## Kariera reprezentacyjna
W reprezentacji Boliwii Lima zadebiutował w 2006 roku. W 2007 roku został powołany do kadry na Copa América. Na tamtym turnieju, zakończonym przez Boliwię na fazie grupowej, zagrał tylko w meczu z Urugwajem (0:1).